# Layton (Utah)
Layton è un comune degli Stati Uniti d'America, nella contea di Davis nello Stato dello Utah.